# Psilotrichum scleranthum
Psilotrichum scleranthum là loài thực vật có hoa thuộc họ Dền. Loài này được Thwaites miêu tả khoa học đầu tiên năm 1861.